# Mike Jackson (General)

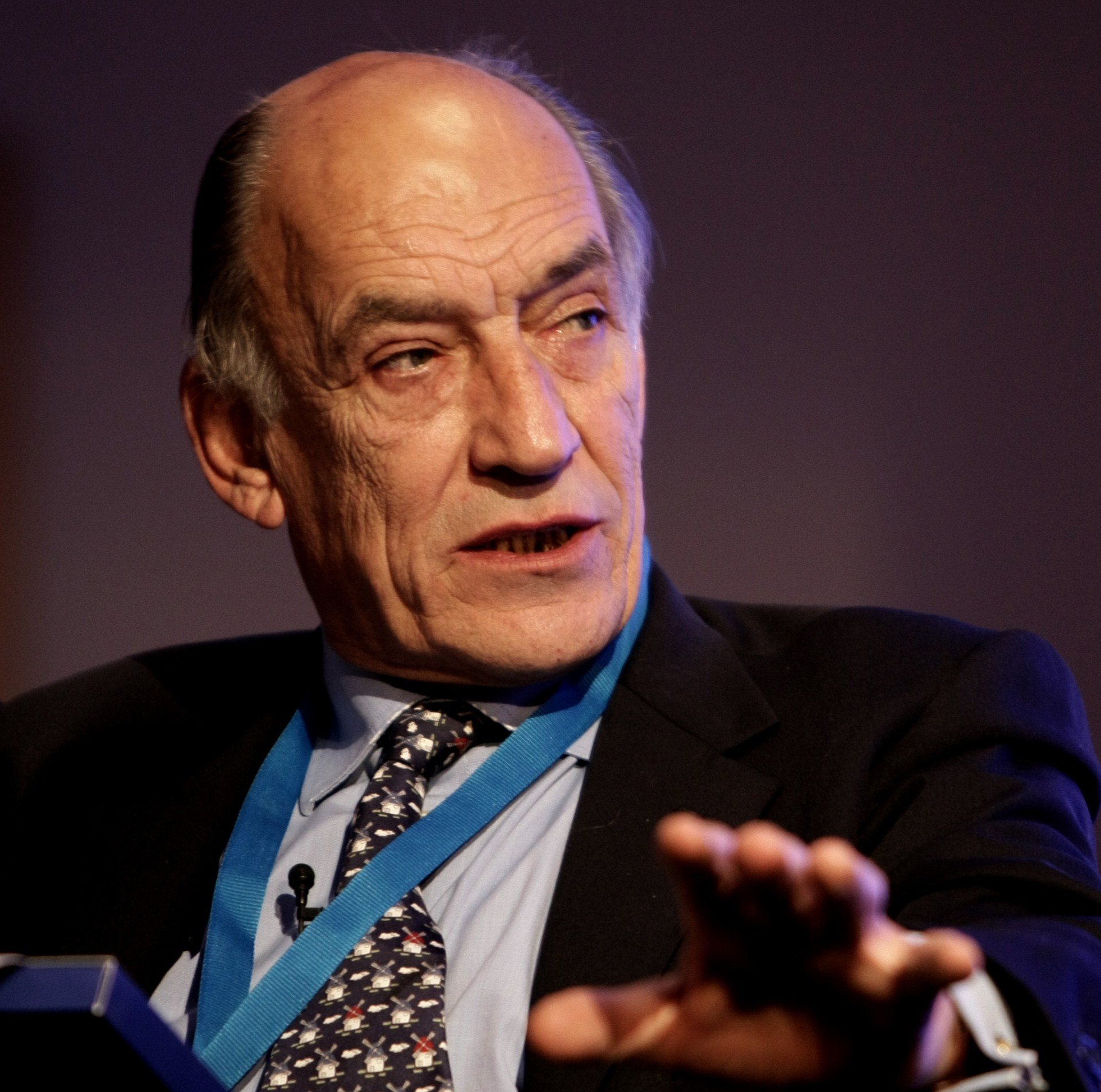
Mike Jackson, 2009

Sir Michael „Mike“ Jackson, GCB, CBE, DSO, ADC (* 21. März 1944; † 15. Oktober 2024) war ein General der British Army und von 2003 bis 2006 deren Oberbefehlshaber Chief of the General Staff. Davor war er unter anderem Kommandeur der KFOR im Kosovo.

## Leben

### Herkunft und Ausbildung
Jacksons Vater war ebenfalls in der British Army und erreichte in 40 Dienstjahren den Rang Major. Er selbst begann als Kadett der Stamford School Combined Cadet Force (CCF). 1961 wechselte er an die University of Birmingham. 1963 wurde Jackson Offizier im Intelligence Corps. Er studierte von 1964 bis 1967 an der Royal Military Academy Sandhurst und machte einen Abschluss in Russistik.

### Militärische Laufbahn
Nach seinem Abschluss in Sandhurst diente er zwei Jahre lang in einer Abordnung beim Parachute Regiment und wechselte 1970 vollends zu den Fallschirmjägern. Er diente in Nordirland, als das Parachute Regiment 1972 in den Blutsonntag verwickelt war. 1976 absolvierte er das Staff College und diente dann zwei Jahre lang als Stabschef der Berliner Infanteriebrigade. Danach kommandierte er abermals in Nordirland eine Fallschirmjägerkompanie. Nach einem sechsmonatigen Kurs am National Defence College in Latimer 1981 wurde er in den Directing Staff des Staff College in Camberley versetzt. Während seines zweieinhalbjährigen Dienstes in Camberley war Jackson im Falklandkrieg für zehn Tage dem Verteidigungsministerium unterstellt.
Im März 1984 übernahm er das Kommando über das 1. Bataillon des Parachute Regiment, das er bis zum September 1986 innehatte. In der Zeit seines Kommandos war das Bataillon Teil der NATO Allied Command Europe Mobile Force (Land). Dies bedeutete unter anderem drei Winter in Norwegen, die das Bataillon mit arktischen Übungen verbrachte. Von 1986 bis 1988 war Jackson annähernd zwei Jahre lang im Senior Directing Staff (Army) des Joint Service Defence College in Greenwich. Danach absolvierte er im Frühjahr 1989 den höheren Kommando- und Stabskurs in Camberley und verbrachte dann sechs Monate mit einem Stipendium in Cambridge, wo er eine Arbeit über die Zukunft der British Army verfasste.
Ende 1989 kehrte er nach Nordirland zurück und übernahm für zweieinhalb Jahre das Kommando über die 39. Infanteriebrigade. Von 1992 bis 1993 diente Jackson im Verteidigungsministerium als Direktor der Abteilung für Personalangelegenheiten der British Army. Vom März 1994 bis zum Juli 1996 kommandierte er die britische 3. Infanteriedivision. Im August 1995 wurde Jackson bestimmt, um am Ende des Jahres das Kommando über UNPROFOR in Bosnien und Herzegowina zu übernehmen.
Nach den Veränderungen durch den Dayton-Vertrag übernahm er für die erste Hälfte des Jahres 1996 das Kommando über die Multinationale Division Südwest der neugeschaffenen IFOR. Im Februar 1997 übernahm Jackson als Kommandeur das Allied Command Europe Rapid Reaction Corps im Rang eines Lieutenant General, gefolgt von einem kurzen Einsatz als Direktor für Entwicklung und Doktrin. Im März 1999 übernahm er in Mazedonien das Kommando über die KFOR und kommandierte sie vom Juni bis zum Oktober 1999 in Priština. In diese Zeit fiel der russische sogenannte Vorstoß nach Priština. Am 1. März 2000 wurde er Befehlshaber des Land Command.
Jackson diente also in der NATO-Kommandokette als Stellvertreter des Supreme Allied Commander Europe (SACEUR), des US-amerikanischen Generals Wesley Clark. Während dieser Verwendung wurde er bekannt, weil er am Ende des Kosovokrieges Clarks Befehl verweigerte, die Landebahnen des Slatina-Flugfeldes bei Priština zu blockieren, um die dort – nach dem Abzug der serbischen Streitkräfte – einmarschierten 200 russischen Soldaten zu isolieren und durch die Sperrung des Flugfeldes eine Verstärkung der russischen Truppen aus der Luft zu verhindern. Jackson verweigerte den Befehl mit den Worten I’m not going to start the Third World War for you (Engl.; „Ich werde für Sie nicht den Dritten Weltkrieg beginnen“) und verhinderte eine militärische Eskalation mit Russland, unterminierte jedoch die NATO-Kommandokette. Clark war bereits zu diesem Zeitpunkt klar, dass auch ohne Hilfe der Briten das Ziel der Blockierung der Landebahn zu erreichen war, denn er hatte die Zusage der ungarischen, rumänischen und bulgarischen Kontingente, die sich hierfür zur Verfügung stellten.
Die Russen mussten daraufhin abziehen, weil die Versorgung ihrer dort isolierten 200 Mann über Land nicht zu gewährleisten war. Hätte Jackson den Befehl ohne direkte Zustimmung aus London ausgeführt und britische Soldaten wären in bewaffnete Auseinandersetzungen mit russischen Truppen verwickelt worden, hätte er – wegen seiner Doppelrolle als Oberbefehlshaber der britischen Truppen – wegen Insubordination entlassen werden können. Auf der anderen Seite bedeutete sich Clark zu widersetzen eine Befehlsverweigerung eines direkten Vorgesetzten, denn Jackson war zu dieser Zeit Lieutenant General, Clark General und in der NATO-Kommandokette als SACEUR sein direkter Vorgesetzter.
2003 übernahm er den Posten des Chief of the General Staff der British Army. 2006 gab er den Posten auf und ging in den Ruhestand.

### Privates
Er war mit Sarah Jackson verheiratet und bekam zwei Söhne und eine Tochter. Mike Jackson starb im Oktober 2024 im Alter von 80 Jahren.

## Auszeichnungen
Jackson wurden folgende Auszeichnungen verliehen:
- 1979 / 1992: Order of the British Empire (MBE / CBE)
- 1996 / 1998 / 2004: Order of the Bath (CB / KCB / GCB)
- 1999: Distinguished Service Order
- 2001: Ernennung zum Aide-de-camp